# L'Envol (film)
Pour l’article homonyme, voir L'Envol.
Pour plus de détails, voir Fiche technique et Distribution.
L'Envol (en anglais Float) est un court métrage d'animation américain sorti en 2019 réalisé et écrit par Bobby Rubio, produit par les studios Pixar et distribué par les studios Walt Disney. Le film raconte l'histoire d'un enfant capable de léviter et de son père qui doit faire des choix quant à son éducation.
Le court métrage est sorti sur Disney+ le 12 novembre 2019.

## Synopsis
Un père joue dans le jardin avec son bébé Alex et lui montre un pissenlit. Lorsqu'Alex se met soudain à flotter, lui et son père sont exposés aux regards des voisins et des passants. C'est pourquoi ce dernier emmène rapidement son fils dans la maison et décide de ne presque plus la quitter.
Quelques années plus tard, Alex est devenu un petit enfant et flotte toujours, tandis que son père porte désormais de longs cheveux ébouriffés et une barbe. Les rideaux des fenêtres restent toujours fermés pour que personne ne puisse voir Alex.
Alex et son père se promènent finalement dans un parc, le père veillant toujours scrupuleusement à ne pas laisser son fils flotter. C'est pourquoi il le tient en laisse et a lesté le sac à dos d'Alex avec des pierres. Sur une aire de jeux, le père observe les enfants présents et Alex s'enfuit sans se faire remarquer. Il recommence à flotter et cherche à entrer en contact avec d'autres enfants, ce qui les fait réagir de manière confuse. Son père saisit Alex par le bras et l'éloigne des enfants, ce qui provoque une crise de colère chez ce dernier. Alex finit par se faire crier dessus par son père, qui lui demande pourquoi il ne peut pas être normal. En réponse, Alex s'assoit par terre et met tristement sa capuche.
Le père observe encore une fois les autres visiteurs du parc et constate que les enfants ont des personnalités très différentes. Il semble avoir une idée, puis il réconforte Alex et le place sur une balançoire. Motivé par les vibrations, Alex commence à flotter dans le parc. Le père ne fait plus attention aux réactions des autres, mais court joyeusement derrière son fils.

## Fiche technique
- Titre original : Float
- Titre français : L'Envol
- Réalisation : Bobby Rubio
- Scénario : Bobby Rubio
- Production : Krissy Cababa
- Sociétés de production : Pixar Animation Studios
- Musique : Barney Jones
- Pays : États-Unis
- Langue : anglais
- Genre : Drame
- Durée :  7 minutes

## Réalisation
Le film s'inspire de l'expérience du réalisateur Bobby Rubio avec son fils autiste, à qui il dédie le film.

## Accueil
Le film est salué par la critique sur France Inter, soulignant la justesse et la sincérité du récit sur le handicap et la différence plus généralement.

## Distinction

### Nomination
- 2020 : sélection dans la catégorie Divertissement aux Peabody Awards